# Ericksonella saccharata
Ericksonella saccharata là một loài thực vật có hoa trong họ Lan. Loài này được (Rchb.f.) Hopper & A.P.Br. mô tả khoa học đầu tiên năm 2004.

## Hình ảnh

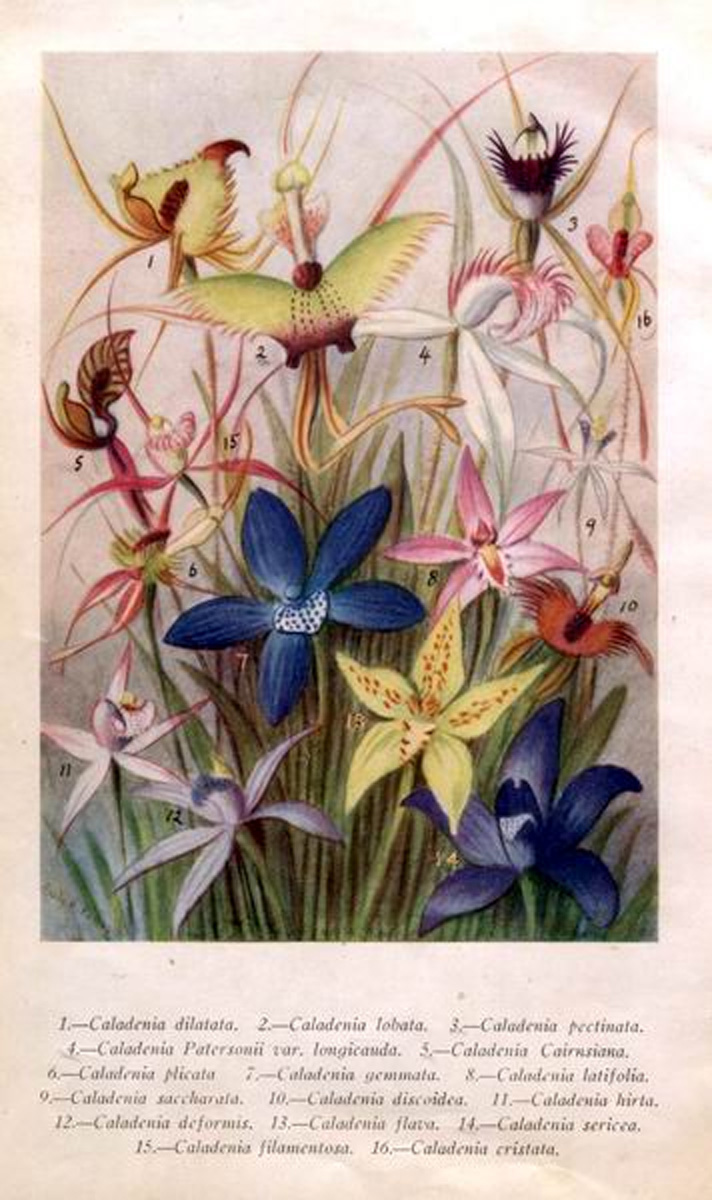